# Зденка Подкапова
Зденка Подкапова (на английски: Zdeňka Podkapová) е чешка порнографска актриса, еротичен модел и гимнастичка, родена на 6 август 1977 г. в град Бърно, Чехословакия, днешна Чехия.
Подкапова е бивша професионална гимнастичка, като е включена и в чешкия национален отбор.
Първата ѝ професионална фотосесия е през октомври 1996 г. на Канарските острови.
Тя е първото момиче от Чехия, което печели титлата Пентхаус любимка на годината.
Снима се в списанията „Пентхаус“, „Максим“, „FHM“ и други.

## Награди
- 2001: Пентхаус любимка на годината.[3]